# Femke Halsema
Femke Halsema, född den 25 april 1966, är en nederländsk politiker. Hon är partiet GroenLinks parlamentsledamöter och partiordförande från 2003 till 2010. Hon har också varit medlem av Partij van de Arbeid, men lämnade partiet då hon fick möjligheten att bli riksdagsledamot för GroenLinks.

## Politiska värderingar
Halsema har beskrivit sig själv som vänsterliberal och 2004 startade hon en debatt i sitt parti om en ny politisk riktning. Hon framhöll då två begrepp som särskilt centrala: frihet och pragmatism. Med begreppet frihet ville hon skapa politiska band till den "frihetsälskande traditionen inom vänster". Hon menar i likhet med Isaiah Berlin att det enligt traditionen finns såväl negativ frihet som positiv frihet. Negativ frihet vill hon koppla till rättsstaten och det multikulturella samhället. Positiv frihet ser hon som emancipation från fattigdom och slaveri. Det vill hon koppla ihop med ekonomin, välfärdsstaten och miljön, där hon tycker att regeringen borde satsa mer.

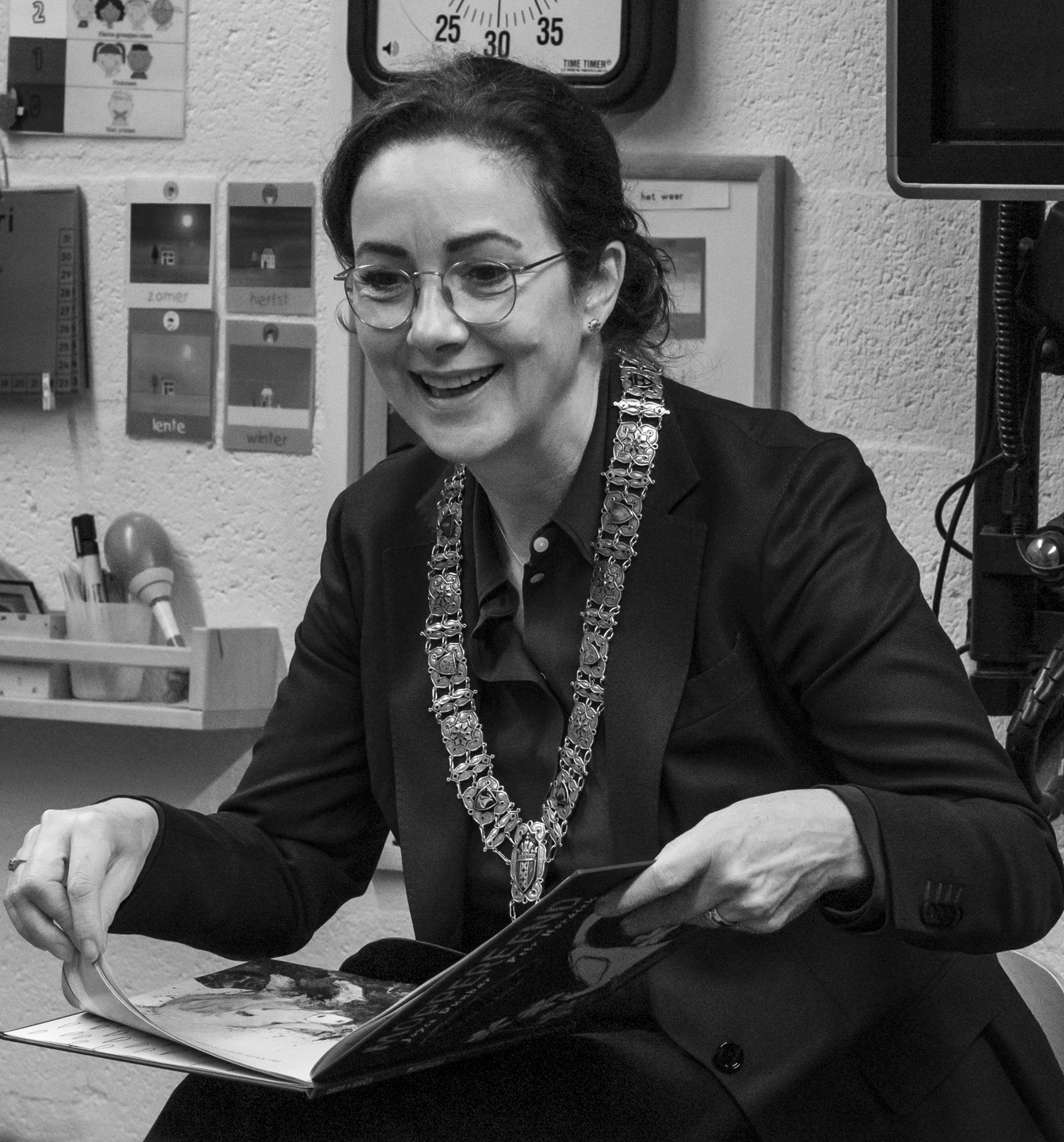
Femke Halsema (2020)
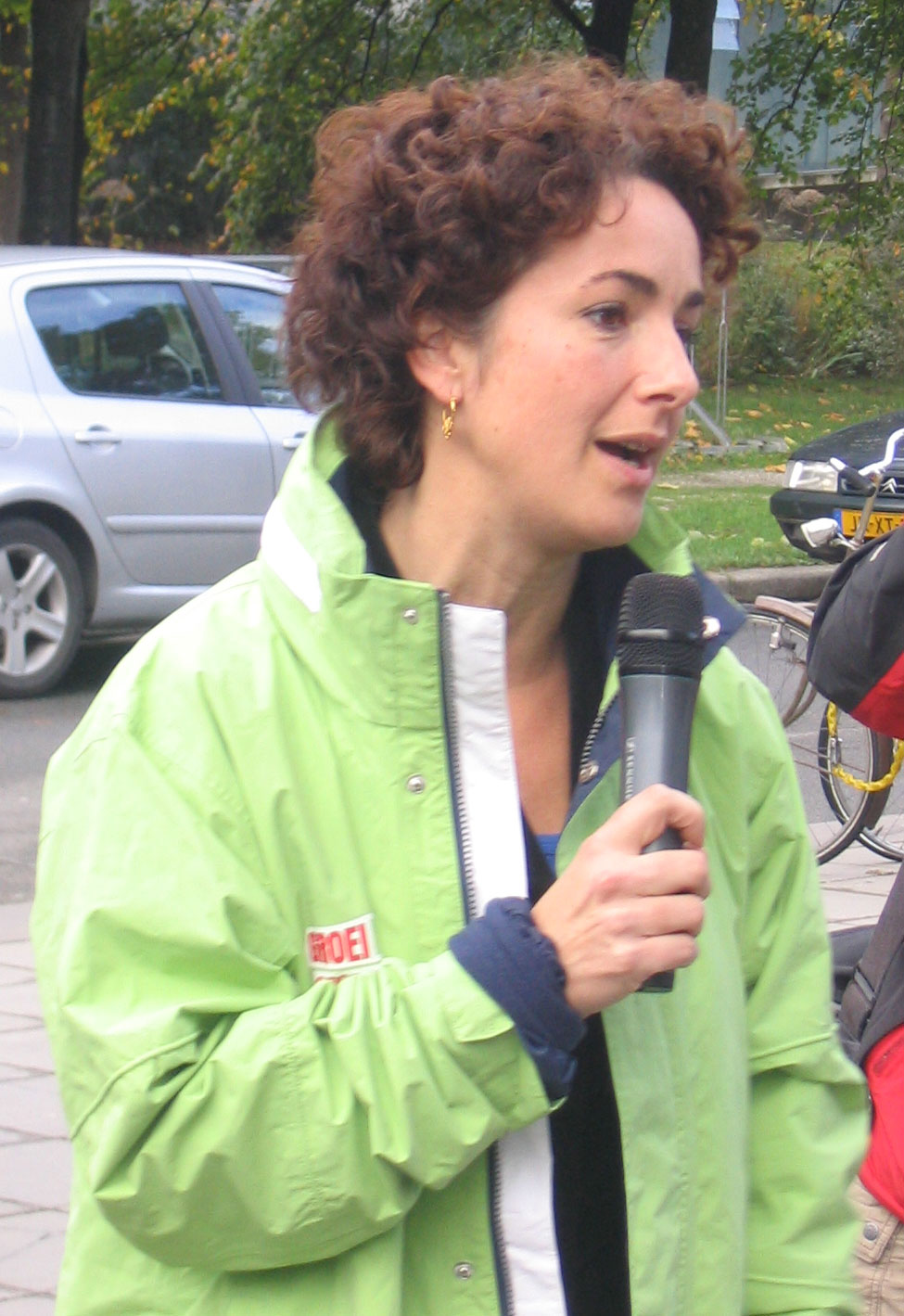
Femke Halsema 2006